# Blokování reklamy
Blokování reklamy je označení pro činnost vykonávanou různými rozšířeními webových prohlížečů, které umožňují blokování částí obsahu webové stránky, zejména reklam.
Blokováním se může výrazně snížit velikost přenášených dat, což v důsledku zrychlí načítání a může vést k úspoře mobilních dat, výhodné při tarifech s omezeným množstvím dat na měsíc. Některé reklamy jsou adblockem pouze skrývány, takže k přenosu a načtení do prohlížeče dojde. Webová stránka se bez reklam může stát přehlednější, protože neobsahuje potenciálně rušící prvky. Dalším argumentem pro blokování reklamy je zvýšení bezpečnosti, protože reklamní sítě někdy vybírají peníze za zavádějící nebo podvodnou inzerci.
V prosinci 2016 používalo technologii blokování reklam 11 % uživatelů globálního Internetu, z toho 62 % uživatelů mobilních zařízení. Zajímavostí je zvýšené rozšíření blokování reklam mezi vzdělanějšími uživateli internetu. Zatímco běžným způsobem je blokování na koncovém zařízení, britský mobilní operátor testoval blokování reklam na úrovni poskytovatele Internetu. Dle operátora důvodem byli uživatelé frustrovaní reklamou, která "... využívá jejich datové balíčky a může narušit jejich soukromí ...".

## Kontroverze
Obchodní model mnoha webů je založen na zobrazování reklam uživatelům. Nejsou-li reklamy zobrazovány, provozovatel webu přichází o potenciální příjmy. V reakci na rozšíření nástrojů na blokování reklamy se rozšiřují řešení, která, například pomocí randomizace řetězců v CSS deskriptorech, ztěžují fungování blokování reklamy. Dalším přístupem je detekce blokování reklamy, a následné nezobrazení obsahu uživatelům blokujícím reklamy, případně nabídnutí prémiové verze webu bez reklam za pravidelný příspěvek.
Přestože blokování reklam se často neaplikuje na akceptovatelné reklamy, tak přesto mezi akceptovatelnými reklamami jsou často reklamy, která porušují pravidla.

## Nástroje pro blokování reklam
V současnosti (únor 2017) existuje řada nástrojů pro blokování reklamy. Mohou fungovat na koncových (klientských) zařízeních jako rozšíření (plugin) do webových prohlížečů, nebo jako aplikace do mobilních telefonů.
Další možností je filtrace pro celou domácí nebo firemní síť. Obvykle funguje na principu DNS, kdy se známé reklamní servery jeví klientům jako nedostupné. Na rozdíl od instalací na koncových zařízeních, filtrace na úrovni sítě nemůže analyzovat šifrovaný (HTTPS) provoz a proto má omezené možností. Naopak výhodou síťového řešení je, že podporuje bez výjimky všechna zařízení v síti bez ohledu na operační systém a prohlížeč, není nutné klientům nic instalovat, pravidla fitrace se aplikují pro všechny, a je možné na úrovni DNS filtrovat i jiné než reklamní servery (obsah pro dospělé, malware apod.)

### Rozšíření prohlížeče AdBlock
AdBlock je rozšíření pro prohlížeče Google Chrome, Apple Safari, Mozilla Firefox a Opera. Ačkoli je rozšíření AdBlock bezplatné, uživatelé mohou vývojářům přispět libovolnou částkou. AdBlock uvádí, že jeho rozšíření používá více než 40 miliónů uživatelů .

### Rozšíření prohlížeče Adblock Plus
Adblock Plus vyvíjí společnost Eyeo GmbH. Kromě desktopových prohlížečů nabízí rozšíření i pro operační systém Android. Adblock Plus nabízí některým velkým společnostem, že jejich reklamy zařadí na výchozí whitelist, aby se jejich reklamy uživatelům nadále zobrazovaly 

### Aplikace AdAway
AdAway je opensource (GPLv3+) nástroj pro OS Android, který pomocí souboru hosts přesměrovává komunikaci s reklamními servery na lokální IP adresu mobilního telefonu.

### Rozšíření uBlock Origin
Rozšíření uBlock Origin je dostupné pro několik webových prohlížečů.

### Rozšíření AdGuard
Rozšíření AdGuard pomocí SSL/TLS certifikátu blokuje i reklamy vkládané do videa (nutná instalace aplikace a nastavení certifikátu (dostupné pro platformu Mac OS). Toto řešení zrychluje i načítáni "heavy load" webů (v roce 2020 kupříkladu idnes.cz) až o 400% (dostupné jako rozšíření pro Android prohlížeč Samsung Internet). AdGuard je dostupný i jako plugin pro platformu chytré domácnosti Home Assistant (Hassio) kde po integraci umí fungovat jako lokální i vzdálený privátní (šifrovaný) DNS server s blokováním reklam. Podobně jako PiHole serverové řešení instalované na kupříkladu Raspberry Pi mini počítači.